# Petter Asp
Petter Asp, född 1970, är en svensk jurist. Han är sedan 2016 justitieråd i Högsta domstolen.
Asp avlade juristexamen 1995 och blev 1998 juris doktor vid Uppsala universitet samt 1999 docent vid samma lärosäte. Han var lektor vid Uppsala universitet 1998–2000 och 2001–2003 och arbetade som ämnessakkunnig vid Justitiedepartementets straffrättsenhet 2000–2001. Asp var professor i straffrätt vid Uppsala universitet 2003–2009 samt vid Stockholms universitet 2009–2017. Han var 2011–2014 innehavare av Ragnar och Torsten Söderbergs professur i rättsvetenskap.
Han utsågs av regeringen den 15 september 2016 till justitieråd i Högsta domstolen, ett ämbete han tillträdde den 20 februari 2017..